# 弦鼗
弦鼗，中國古樂器，文字記錄可追溯至唐朝，相傳起源於秦朝。由於沒有外形圖片與考古實物流傳，現代學者無法確定其真實外形，有打擊樂器與彈撥樂器等不同說法。現代樂器中的琵琶，三絃與二胡，都有起源於弦鼗的說法。

## 概論
學者由古文記錄復原，出現多種說法，根據漢刻石畫，有派學者認為，鼗鼓原為打擊樂器，是一種有柄的小鼓，類似於今之撥浪鼓（貨郎鼓）。在鼓柄上加上弦，可敲擊達於鼓面，用來發聲，形成弦鼗。
《舊唐書》引用杜摰說法，認為弦鼗為彈撥樂器，起源於秦朝修築長城時的民工樂器，為琵琶的前身。
宋朝陳暘認為，弦鼗的外形像奚琴，為奚琴前身。
清朝毛奇齡認為弦鼗為三弦的前身。中華人民共和國學者楊蔭瀏、高耀華、朱岱弘、查甫堯、陳元昊等人認為，弦鼗原為彈弦樂器，先成為奚琴，後形成二胡。